# Campionati del mondo di ciclismo su strada 2019 - Cronometro maschile Under-23
La gara in linea maschile Under-23 dei Campionati del mondo di ciclismo su strada 2019 si svolse il 24 settembre 2019 nel Regno Unito, con partenza da Ripon ed arrivo ad Harrogate, su un percorso di 30,3 km. Il danese Mikkel Bjerg vinse per il terzo anno consecutivo la prova con il tempo di 40'20"42 alla media di 45,067 km/h, argento allo statunitense Ian Garrison e a completare il podio l'altro statunitense Brandon McNulty.
Presenti alla partenza 61 ciclisti, di cui 59 conclusero la gara.

## Classifica (Top 10)
| Pos. | Corridore         | Squadra     | Tempo     |
| ---- | ----------------- | ----------- | --------- |
| 1    | Mikkel Bjerg      | Danimarca   | 40'20"42  |
| 2    | Ian Garrison      | Stati Uniti | a 26"45   |
| 3    | Brandon McNulty   | Stati Uniti | a 27"69   |
| 4    | Mathias Norsgaard | Danimarca   | a 36"78   |
| 5    | Brent Van Moer    | Belgio      | a 43"26   |
| 6    | Morten Hulgaard   | Danimarca   | a 56"07   |
| 7    | Nils Eekhoff      | Paesi Bassi | a 1'01"02 |
| 8    | Byron Munton      | Sud Africa  | a 1'26"59 |
| 9    | Markus Wildauer   | Austria     | a 1'38"18 |
| 10   | Daan Hoole        | Paesi Bassi | a 1'45"79 |